# Spiroergometrie

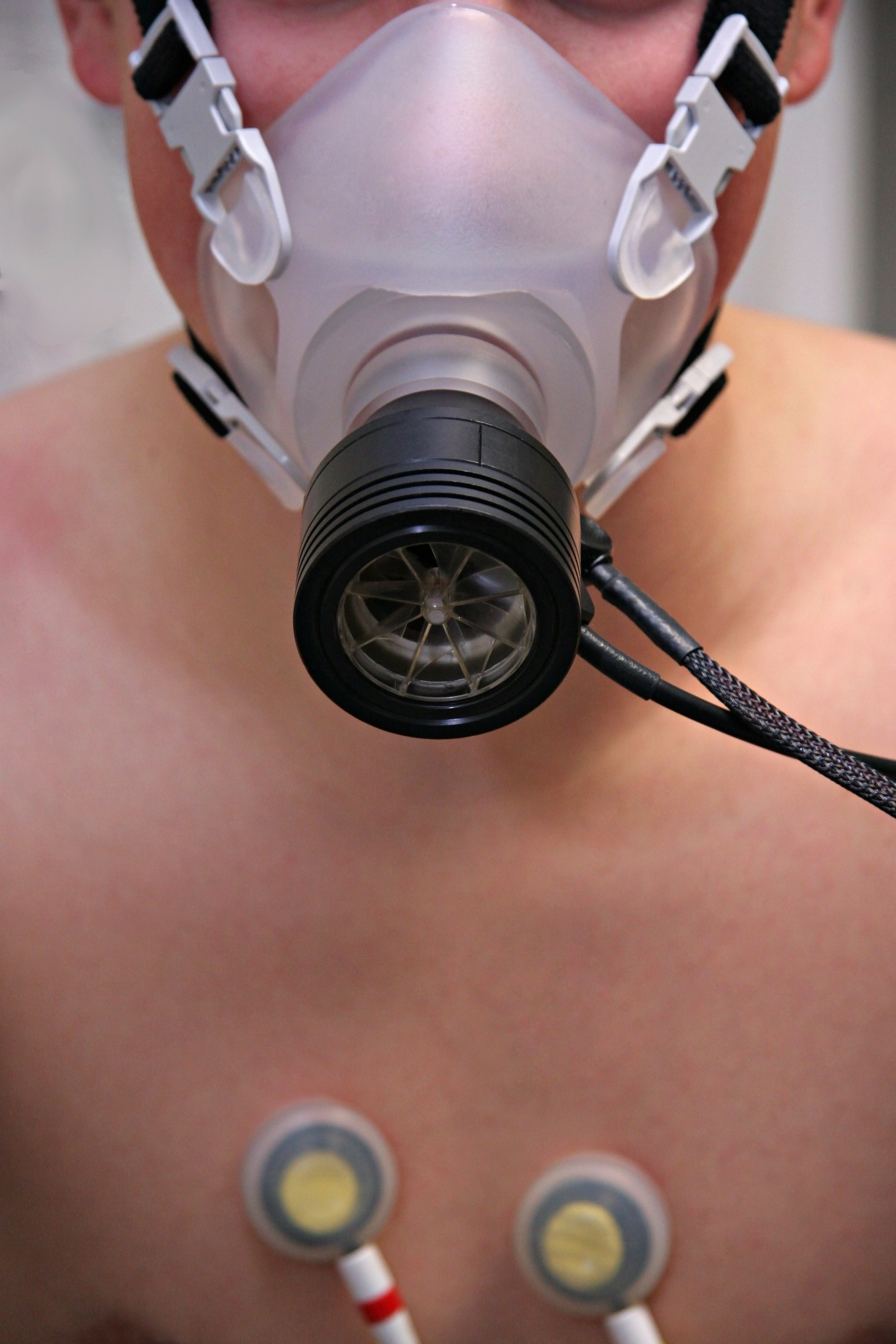
Gesichtsmaske an der Testperson

Spiroergometrie beziehungsweise Ergospirometrie oder Ergospirographie (aus lateinisch spirare „atmen“, altgriechisch ἔργον „Arbeit“ und μέτρον „Maß“) ist ein diagnostisches Verfahren bei dem durch Messung von Atemgasen während körperlicher Belastung die Reaktion von Herz, Kreislauf, Atmung und Stoffwechsel sowie die kardiopulmonale Leistungsfähigkeit qualitativ und quantitativ untersucht wird.

## Geschichte

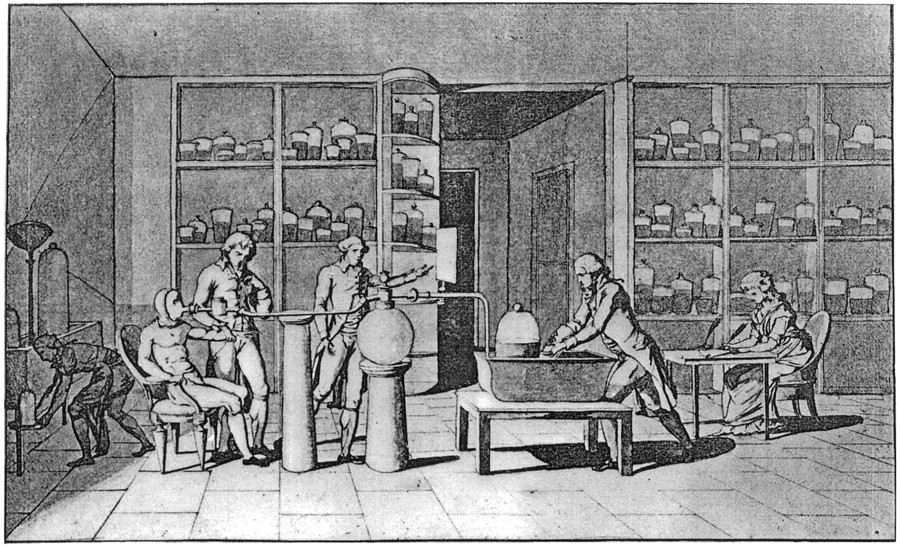
Der Arbeitsversuch von Lavoisier und Seguin 1789

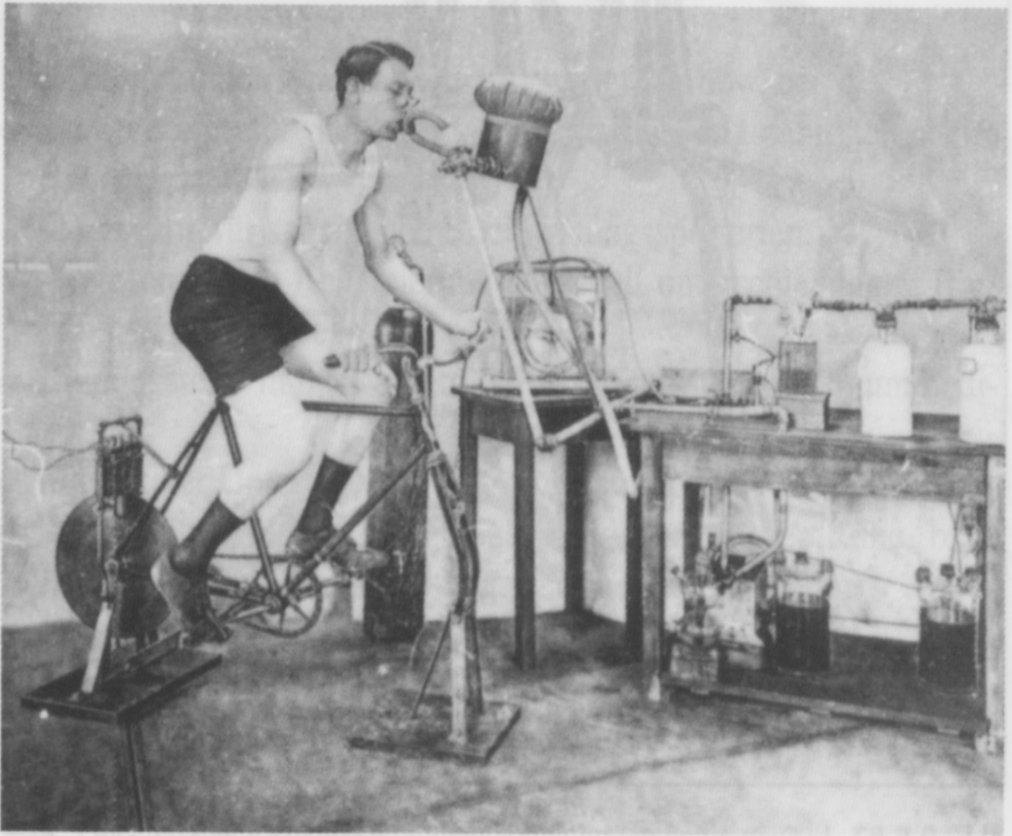
Spiroergometrie um 1900 in den USA

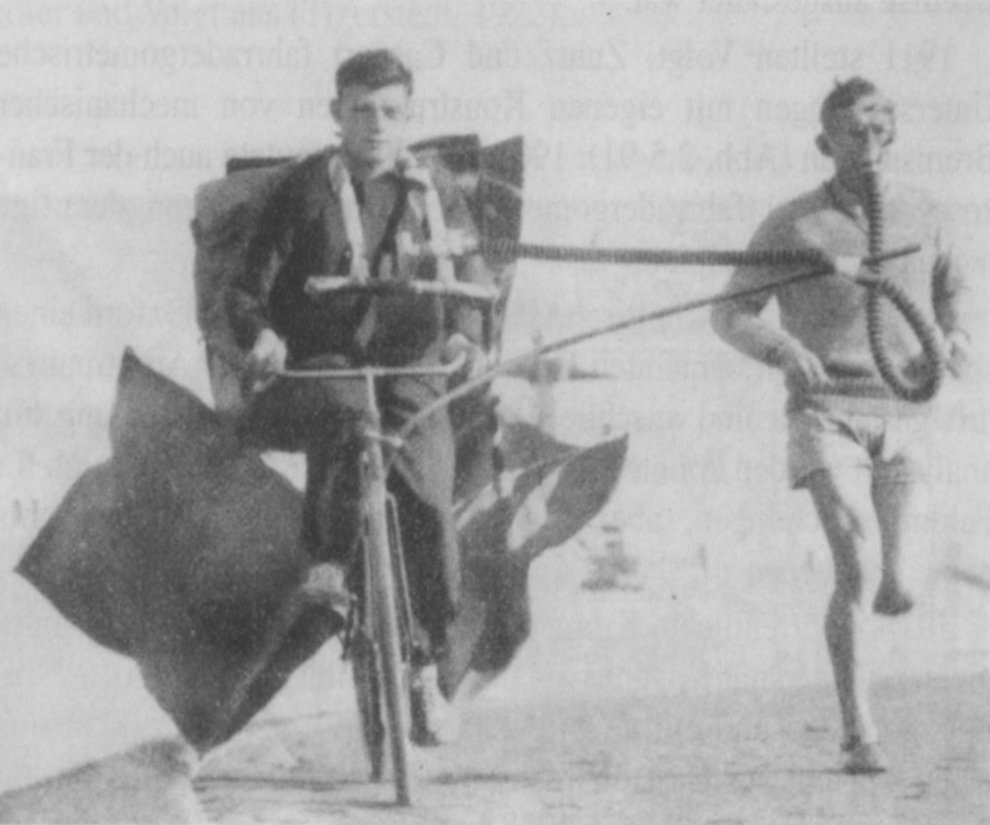
Spirometrie im Feldtest 1928 in Berlin

Siehe auch: Geschichte der Ergometrie
Im Jahr 1789 wurden von Marie und Antoine Laurent de Lavoisier und Armand-Jean-François Seguin die ersten Versuche zur Messung des menschlichen Gasstoffwechsels bei körperlicher Arbeit durchgeführt. Der englische Arzt William Prout führte 1813 Untersuchungen in Verbindung mit Fußmärschen durch, konnte jedoch keine schlüssigen Ergebnisse erzielen. Zwischen 1855 und 1857 führte der französische Physiker Gustav-Adolf Hirn in luftdicht abgeschlossenen Kammern Berechnungen des mechanischen Wärmeäquivalents durch. Er untersuchte die Exspirationsluft auf ihren Gehalt an Kohlendioxid, Sauerstoff und Stickstoff. Spirometrische Messungen führte der von 1845 bis 1880 an der Medizinischen Klinik von Straßburg lehrende und anschließend auf der Insel Jars experimentierende Mediziner Charles Schützenberger (1809–1881) ein. Im Jahr 1924 wurde von Archibald Vivian Hill die maximale Sauerstoffaufnahme (VO2max) entdeckt. Er prägte die Begriffe O2Defizit, Steady State und O2-debt. Als Vater der heutigen Spiroergometrie gilt Hugo Wilhelm Knipping.

## Funktionsweise
Die Atemgasmessung erfolgt mit einem Spirometriegerät (Atemgasmessgerät), das die Exspirationsluft (Ausatemluft) der Testperson analysiert. Die Belastungssteuerung erfolgt dabei mit Hilfe eines Ergometers. Die Testperson trägt während der Messung eine Gesichtsmaske, an die ein Volumensensor zur Messung des ventilierten Luftvolumens sowie ein dünner Schlauch, die sogenannte Absaugstrecke, angeschlossen sind. Über die Absaugstrecke wird ein Teil der Exspirationsluft zu den Gassensensoren im Spiroergometriegerät geleitet, wo ihr Gasgehalt analysiert wird. Der prozentuale Gasgehalt der Exspirationsluft wird mit dem der Umgebungsluft verglichen. Zur Berechnung absoluter Werte werden die Differenzen der Gaskonzentrationen mit dem ventilierten Luftvolumen multipliziert. Mit modernen Methoden kann die Gaskonzentration jedes Atemzuges analysiert werden (breath by breath).

## Spiroergometrische Parameter
Die wichtigsten Atemgasparameter, die bei der Spiroergometrie erfasst werden, sind: Atemminutenvolumen (VE), Sauerstoffaufnahme (VO2), Kohlendioxidabgabe (VCO2) und Atemfrequenz (AF). Daraus errechnen sich weitere Parameter: Respiratorischer Quotient (RQ = VCO2/VO2), Atemäquivalent für O2 (AÄO2 = VE/VO2), Atemäquivalent für CO2 (AÄCO2 = VE/VCO2) und Atemzugvolumen (AZV = VE/AF).

### Maximale Sauerstoffaufnahme (VO2max)
Siehe: Maximale Sauerstoffaufnahme
Lange Zeit galt die relative maximale Sauerstoffaufnahme (VO2max) bezogen auf das Körpergewicht als ein wichtiger Parameter, da dieser Wert leicht zu messen ist und eine gute Korrelation zur Leistungsfähigkeit im aeroben Bereich zeigt. Allerdings spielt zur Beurteilung der aeroben Leistungsfähigkeit bei körperlicher Belastung die Gaskinetik auf submaximalen Belastungsstufen eine größere Rolle.

### Respiratorischer Kompensationspunkt (RCP)
Der respiratorische Kompensationspunkt (RCP) bezeichnet den Punkt, ab dem bei zunehmender körperlicher Belastung ein Anstieg der CO2-Konzentration in der Atemluft feststellbar ist. Er entspricht somit der subjektiv feststellbaren verstärkten Atmung. Der Grund hierfür ist die zunehmende anaerobe Energiebereitstellung, die zu einer Ansäuerung des Blutes führt. Nach der medizinischen Lehrmeinung wird dadurch die Atmung stimuliert (Hyperventilation), was zu einem überschießenden Abfall der CO2-Konzentration führt.
Der RCP gibt nicht den Bereich der maximalen Sauerstoffaufnahme an, sondern einen submaximalen Bereich, bei dem eine Belastungsintensität für ungefähr 60–120 Minuten aufrechterhalten werden kann (Steady State). Er charakterisiert somit die Langzeitausdauer oder Dauerleistungsgrenze und ist vergleichbar, aber nicht identisch, mit der Anaeroben Schwelle. Beim RCP werden mögliche Kompensationsmechanismen und Einflussgrößen wie die Pufferkapazität, der Laktatmetabolismus und die vegetative hormonelle Reaktion berücksichtigt. So besteht zwischen RCP und Wettkampfleistung eine engere Beziehung als zur relativen VO2max.

## Anwendungsgebiete
Die Spiroergometrie wird heute unter anderem zu folgenden Zwecken eingesetzt:
- Beurteilung der Ausdauerleistungsfähigkeit
 Siehe: Leistungsdiagnostik
 Mit Hilfe von Parametern wie zum Beispiel der VO2max oder des RCP sind Längs- und Querschnittvergleiche der Ausdauerleistungsfähigkeit der Testperson möglich.
- Messung des Energiestoffwechsels
 Siehe: Indirekte Kalorimetrie
 Der Energieumsatz und der Substratumsatz (Fett- und Kohlenhydratstoffwechsel) der Testperson werden anhand von VO2 und RQ berechnet.
- Untersuchung der Leistungsfähigkeit des Atemsystems
 Durch einen Vergleich mit Normwerten können aus den Ergebnissen der Spiroergometrie Rückschlüsse auf die Leistungsfähigkeit des Herz-Lungen-Systems der Testperson gezogen werden.
- Eignungstests in der Arbeits-, Wehr-, Flug- und Raumfahrtmedizin
- Medizinische Untersuchungen
  - Liegt eine krankhaft reduzierte Leistungsfähigkeit vor wie zum Beispiel bei Belastungsasthma, Koronarer Herzkrankheit, Herzinsuffizienz, Aufmerksamkeitsdefizit-/Hyperaktivitätsstörung, arterieller Ruhe- beziehungsweise Belastungshochdruck, respiratorische Gasaustauschstörungen, obstruktive oder restriktive Ventilationsstörungen, können weiterhin Hinweise darauf gesucht werden, ob die Limitation kardialen, pulmonalen oder kardial-pulmonalen Ursprungs ist (siehe auch 6-Minuten-Gehtest).
  - Präventive Untersuchung des Herz-Lungen-Systems
  - Effektkontrolle von Medikamenten
  - prä- und postoperative kardiopulmonale Leistungsbeurteilung
  - Leistungsbeurteilung nach längerer Bettruhe
  - Belastungsdosisempfehlungen von Patienten (zum Beispiel im Rahmen von Herzgruppen)
  - Prognoseabschätzung bei Patienten
- Gutachterliche Leistungsanalyse (zum Beispiel versicherungsrechtliche Fragen)
- Wissenschaftliche Untersuchungen

## Probleme bei der Messung
Die Hyperventilation stellt eine erhebliche Fehlerquelle dar. Wird diese zum Beispiel durch das Anlegen der Atemmaske auf emotionalem Weg ausgelöst, wird vermehrt CO2 abgeatmet, was nicht aus dem Stoffwechsel stammt, sondern aus dem Gewebe und dem Blut entnommen wird. Da die O2-Aufnahme hingegen durch die Hyperventilation nicht gesteigert wird, vergrößert sich der respiratorische Quotient, was bei der indirekten Kalorimetrie zu einem zu hoch bestimmten Energieumsatz sowie bei der Leistungsdiagnostik zu einem falschen respiratorischen Kompensationspunkt führt.